# Erastria campylogramma
Erastria campylogramma är en fjärilsart som beskrevs av Louis Beethoven Prout 1926. Erastria campylogramma ingår i släktet Erastria och familjen mätare. Inga underarter finns listade i Catalogue of Life.